# 安甲濬

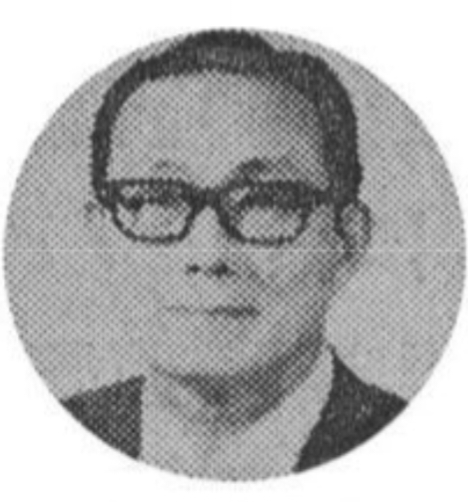
1975年ごろ

安 甲濬（アン・ガプチュン、朝鮮語: 안갑준、1926年12月22日 - 2003年1月19日）は、大韓民国の政治家。第10・11・12代大韓民国国会議員。本貫は順興安氏。
忠清北道槐山郡出身。1947年に巡査試験に合格し、その後忠清北道警察の警察局長を務め、忠清北道、京畿道、全羅北道、全羅南道の副知事を務めた。また、統一主体国民会議事務次長を務め、維新政友会所属の議員として第10・11・12代大韓民国国会議員を務めた。
2003年1月19日、老衰により76歳で亡くなった。

## 学歴
- 国民大学校経済学部
- 国防大学院
- ソウル大学校行政大学院修士（行政学）

## 経歴
- 警察専門学校長
- 忠北警察局長
- 内務部地方行政研修院長
- 忠清北道副知事（任期：1970年7月20日 - 1971年8月10日）
- 京畿道副知事（任期：1971年8月7日 - 1972年7月13日）
- 全羅北道副知事（任期：1972年7月16日 - 1973年7月8日）
- 全羅南道副知事（任期：1974年7月18日 - 1975年3月27日）
- 統一主体国民会議事務次長
- 第10・11・12代大韓民国国会議員（維新政友会）